# Anna Maria Zampieri Pan
Anna Maria Zampieri Pan (Vicenza, 7 gennaio 1933) è una giornalista italiana.
Primogenita degli otto figli di Giuseppe Zampieri, un antifascista del Triveneto, sindaco di Vicenza dal 1948 al 1958 e senatore nel decennio successivo, divenne esponente del movimento studentesco cattolico durante gli anni del liceo e della facoltà di giurisprudenza. Iniziò a fare giornalismo collaborando con le testate cittadine e divenne consigliere dell'Associazione vicentina della stampa e rappresentante del sindacato giornalisti. Fu, tra l'altro, redattrice del "Momento vicentino", addetta stampa e PR dell'Ente Fiera di Vicenza, redattrice-collaboratrice di "Forme", una rivista di design e arte industriale pubblicata in quattro lingue.
Si sposò nel 1963 con Mario Pan, imprenditore, con cui ebbe tre figli: Ida Maria, Davide e Marta. All'inizio degli anni Ottanta emigrò con la famiglia in Canada, a Vancouver, dove riprese l'attività giornalistica occupandosi di problemi di emigrazione e visitando le comunità di immigrati italiani per descriverle nei suoi articoli. Dal 1983 al 1990 aveva redatto e diretto il settimanale della British Columbia "L'Eco d'Italia".  Autrice di Missioni di ieri Frontiere di oggi (2007), Personaggi&Persone (2008), Presenze italiane in British Columbia (2009).
Attualmente scrive per riviste di lingua italiana in Canada, Italia e Stati Uniti, collabora con agenzie stampa d'emigrazione e continua nell'opera di documentazione della storia italocanadese della British Columbia.